# Zapped!
Zapped! is een Amerikaanse film geregisseerd door Robert J. Rosenthal. Hij schreef het verhaal samen met Bruce Rubin. De film werd gedistribueerd via Embassy Pictures.

## Verhaal
Op een middelbare school doet scholier Barney Springboro een experiment op laboratoriummuizen. Hij heeft per toeval een manier ontdekt om telekinetische krachten te vergaren en test dit zonder pardon op zichzelf uit. Het resultaat is beter dan verwacht: met enkel gezichtsbewegingen kan hij allerlei objecten doen verplaatsen. Barney gebruikt zijn krachten initieel om allerlei kattenkwaad uit te halen waardoor er gekke situaties ontstaan. Zo laat hij buiksprekerspoppen tot leven komen wat leidt tot een exorcisme. Hij maakt misbruik van zijn krachten door onder andere een meisje te versieren en om een baseballwedstrijd te manipuleren. Zijn beste vriend Peyton en enkele anderen zijn intussen op de hoogte van de gave van Barney en willen hem overtuigen om naar Las Vegas te vliegen om er rijk te worden via de gokspelen in de casino's. Barney wil dat niet waardoor er een gevecht ontstaat. In dat gevecht wordt Barney geraakt door een brandslang. Nadat hij terug bij bewustzijn is, vertelt hij de anderen dat hij zijn gave kwijt is, maar uit de eindscène blijkt dat dat een leugen is.

## Rolverdeling
| Acteur           | Personage          |
| ---------------- | ------------------ |
| Scott Baio       | Barney Springboro  |
| Willie Aames     | Peyton Nichols     |
| Felice Schachter | Bernadett          |
| Heather Thomas   | Jane Mitchell      |
| Robert Mandan    | Walter J. Coolidge |
| Greg Bradford    | Robert Wolcott     |
| Scatman Crothers | Coach Dexter Jones |
| Sue Ane Langdon  | Rose Burnhart      |
| Roger Bowen      | Mr. Springboro     |
| Marya Small      | Mrs. Springboro    |
| Merritt Butrick  | Gary Cooter        |
| Ed Deezen        | Sheldon            |
| LaWanda Page     | Mrs. Jones         |
| Corine Bohrer    | Cindy              |
| Jan Leighton     | Albert Einstein    |
| Bryan O'Byrne    | Priester Murray    |
| Ed Bakey         | Priester Gallagher |

## Nominaties
| Prijs                        | Categorie         | Ontvanger(s) | Resultaat   |
| ---------------------------- | ----------------- | ------------ | ----------- |
| Golden Raspberry Awards 1982 | Slechtste acteur  | Willie Aames | Genomineerd |
| Saturn Award                 | Beste fantasyfilm |              | Genomineerd |